# شغب جوس 2001

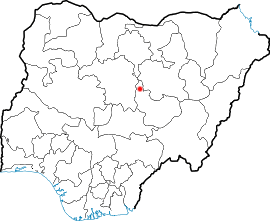
موقع مدينة جوس في نيجيريا.

شغب جوس 2001 هي أعمال شغب شارك فيها مسيحيون ومسلمون في جوس بنيجيريا بسبب تعيين السياسي المسلم الحاج مختار محمد منسقًا محليًا للبرنامج الفيدرالي للتخفيف من حدة الفقر. بدأت الاشتباكات في 7 سبتمبر واستمرت قرابة أسبوعين وانتهت في 17 سبتمبر. قُتل حوالي 1000 شخص أثناء أعمال الشغب.

## الأسباب
حدثت صراعات دينية وعرقية مرارًا وتكرارًا في جوس بسبب الموقع الجغرافي للمدينة في نيجيريا. تقع جوس عاصمة ولاية بلاتو في وسط البلاد، والتي تقع بين الشمال ذي الأغلبية المسلمة والجنوب ذي الأغلبية المسيحية. كانت جوس معروفة أيضًا بفرص العمل التي توفرها مما دفع الناس من جميع أنحاء نيجيريا إلى الانتقال إلى هناك للحصول على عمل. أدى تدفق الأشخاص إلى توترات بين أفراد المجموعات العرقية «الأصلية» والمجموعات العرقية غير الأصلية (يشار إليها غالبًا باسم «المستوطنين»). في يونيو 2001 عينت الحكومة الفيدرالية سياسي مسلم من الهوسا هو الحاج مختار محمد، كمنسق محلي للبرنامج الفيدرالي لتخفيف حدة الفقر، مما دفع المسيحيين الأصليين للاحتجاج على تعيينه. حاول عبور شارع محصن خارج مسجد أثناء صلاة الجمعة. أدى ذلك إلى نشوب صراع بينها وبين مجموعة من المسلمين. امتد القتال في النهاية إلى أجزاء أخرى من المدينة.

## أعمال الشغب
انتشر القتال في أحياء جوس المختلفة والمجتمعات المحيطة. تم إحراق الممتلكات وحتى البشر. تم حرق أو إتلاف العديد من المنازل والمتاجر والمساجد والكنائس. وتركت السيارات التي اشتعلت فيها النيران في الشوارع بعد الاشتباكات. ادعى القادة المسيحيون أن المسلمين هاجموا بشكل عفوي المسيحيين وأحرقوا الكنائس، بما في ذلك ثلاث كنائس لكنيسة المسيح في نيجيريا (المعروفة حاليًا باسم «كنيسة المسيح في الأمم»)، وكنيسة جمعيات الله الرئيسية، وكنيسة جوس الرسولية. تم نشر الجيش في النهاية وأوقف العنف. قالت مصادر محلية إن تدخل الجيش والتطبيق الصارم لحظر التجول ساعدا في إنهاء الاشتباكات.

## المحصلة
خلفت 10 أيام من العنف ما يقرب من 1000 قتيل. بسبب العدد الكبير من القتلى في الاشتباكات كان لا بد من ترتيب دفن جماعي. تسببت أعمال الشغب في نزوح ما لا يقل عن 50.000 مدني. اعتقلت السلطات عدة مئات من الأشخاص وشكلت لجنة تحقيق حددت الأشخاص الذين يُزعم تورطهم في أعمال العنف، لكن لم تتم مقاضاة أحد بنجاح.